# Napar
Napar is een bestuurslaag in het regentschap Payakumbuh van de provincie West-Sumatra, Indonesië. Napar telt 2539 inwoners (volkstelling 2010).